# 景気ウォッチャー調査
景気ウォッチャー調査（けいきウォッチャーちょうさ）は、2000年（平成12年）から毎月、内閣府が調査し発表している景気に関する指標のことである。

## 概要
北海道、東北、北関東、南関東、東海、北陸、近畿、中国、四国、九州、沖縄の11地域が対象に百貨店・スーパーマーケット・コンビニエンスストアなどの小売店や、タクシー運転手、レジャー業界など景気に敏感な職種の人々にインタビューをし、調査結果を集計・分析した上、景気動向の指標として発表している。「街角景気」とも呼ばれる。